# شيتشينايت
شيتشينايت (بالبلغارية: Шипчените)‏ قرية تقع إدارياً ضمن بلدية غابروفو ‏ في بلغاريا. ويبلغ عدد سكانها 12 نسمة حسب تعداد 15 مارس 2015. تعتمد شيتشينايت للبريد على الرمز البريدي 5344.